# Vernon County, Wisconsin
Vernon County är ett administrativt område i delstaten Wisconsin, USA, med 29 773 invånare. Den administrativa huvudorten (county seat) är Viroqua. 

## Geografi
Enligt United States Census Bureau har countyt en total area på 2 114 km². 2 058 km² av den arean är land och 56 km² är vatten.

### Angränsande countyn
- La Crosse County - nordväst
- Monroe County - nord
- Juneau County - nordost
- Sauk County - öst
- Richland County - sydost
- Crawford County - syd
- Allamakee County, Iowa - sydväst
- Houston County, Minnesota - väst